# Социал-демократическая партия России (1990)
Социал-демократическая партия России (СДПР) — российская политическая партия, учрежденная в мае 1990 года. СДПР была одной из первых новых партий, созданных в СССР. ЛДПСС была создана чуть раньше — в апреле. СДПР стала первой новой партией, не только созданной, но и зарегистрированной в России — зарегистрирована Министерством юстиции РСФСР 14 марта 1991, регистрационный № 27.
В конце 1994 года раскололась фактически на две партии с одинаковым названием: СДПР (председатель Александр Оболенский) и СДПР (председатель Анатолий Голов). В сентябре 1995 года достигнуто формальное объединение, новым председателем избран Сергей Белозерцев. Избрание Белозерцева председателем не решило проблем партии — на 8 съезде в декабре 1996 года должность председателя была упразднена, и партию стал возглавлять Президиум Правления.
В 2002 году СДПР была закрыта по решению суда, что позволило Министерству юстиции исключить её из реестра партий и зарегистрировать в мае 2002 года под именем СДПР партию, созданную Михаилом Горбачёвым и Константином Титовым — так называемую Новую СДПР. Принятие этой новой партией имени СДПР состоялось, несмотря на то, что руководство СДПР, прежде всего Александр Оболенский и Андрей Лумпов, вело в это время судебную борьбу с Минюстом за сохранение партии, о чем члены партии Горбачева-Титова были заранее уведомлены. Что создало казус одновременного существования в России двух разных партий с одинаковой аббревиатурой.
28 марта 2007 года Таганский районный суд города Москвы постановил отменить предыдущее решение о закрытии СДПР и исключении её из списка политических партий. Московский городской суд, рассмотрев кассационную жалобу Росрегистрации, оставил в силе решение Таганского районного суда. Однако по иску Министерства юстиции 1 апреля 2011 года Тверским районным судом города Москвы принято решение: «Признать Общероссийскую общественную организацию „Социал-демократическая партия Российской Федерации“ прекратившей свою деятельность в качестве юридического лица и исключить её из Единого государственного реестра юридических лиц».
Поводом для этого, принятого закулисно, без участия представителей СДПР, решения послужила организационная ошибка руководства СДПР, сменившего вышедшего в 2008 году из партии Александра Оболенского. Оно посчитало не обязательной сдачу предусмотренной законом официальной отчетности до восстановления в ведомственном (Министерства юстиции) реестре общественных объединений записи о государственной регистрации СДПР.

## Создание партии
Социал-демократическое крыло в неформальном движении периода перестройки обозначилось в 1987 году. Первоначально существовали клубы «Демократическая Перестройка» в Москве и «Перестройка» в Ленинграде, по инициативе которых была создана Социал-демократическая ассоциация (СДА) в январе 1990 г. Во время прохождения учредительного съезда СДА инициативной группой было принято решение о создании российской социал-демократической партии.
Партия создана на I Учредительном съезде 4-6 мая 1990 г. в Москве (приняло участие 238 делегатов из 104 организаций городов от 4243 человек). В их числе было 6 народных депутата СССР, 4 — народных депутатов РСФСР, 41 — местных Советов. Члены КПСС практически не участвовали в создании партии — среди делегатов их было только 13 человек.
Социал-демократическая фракция, входившая в партию Демократический союз (ДС), вышла из ДС и вступила в СДПР.
Среди гостей съезда присутствовало также двое меньшевиков, прошедших через сталинские лагеря и ссылки и осуществивших связь времён и поколений. Так СДПР продолжила живую традицию РСДРП.
Съезд принял Устав СДПР и Декларацию программных принципов.
Декларированная цель деятельности партии — «создание гражданского общества социальной демократии», разрыв с большевистской традицией, провозглашение реализации на практике реального суверенитета и государственной независимости Российской Федерации с конфедерацией внутри республики.
В июле 1990 г. СДПР вступила в «Демократический альянс» — коалиция ряда партий, распавшаяся через месяц после интервью Н. И. Травкина газете «Комсомольская правда» с критикой в адрес коалиции.
17-18 ноября 1990 г. образованная на основе вышедшей из КПСС Демплатформы Республиканская партия Российской Федерации (РПРФ) на своем Учредительном съезде приняла в целом социал-демократическую программу и взяла курс на объединение с СДПР.
В конце 1990 — начале 1991 гг. социал-демократы, республиканцы и близкие к ним по взглядам беспартийные народные депутаты РСФСР образовали объединенную депутатскую группу на Съезде ВС РСФСР в количестве 57 депутатов, провели ряд совместных конференций и приняли принципиальные решения о необходимости слиянии этих двух партий. В феврале-мае 1991 г. внутри РПРФ брали верх то сторонники, то противники социал-демократии и процесс объединения двух партий то ускорялся, то замедлялся. В ряде городов были созданы объединенные организации СДПР и РПРФ, в некоторых местах они оказались относительно устойчивыми (Саратов, Санкт-Петербург, Южно-Сахалинск и др.), просуществовав некоторое время даже после того как в июне 1991 съезд РПРФ окончательно отказался от идеи объединения.
Осенью 1993 г. СДПР из этого блока вышла.

## История СДПР

### Партия в 1990—1993
25—28 октября 1990 года в Свердловске состоялся II (Программный) съезд СДПР. В его работе принимали участие 94 делегата с решающим голосом и 14 — с совещательным, представлявших 62 местные организации СДПР: присутствовали также 40 гостей (14 — из других партий и общественно-политических организаций; гости из социал-демократических партий Литвы, Латвии, Молдавии, Демократической платформы (вне КПСС), Демократического союза, Партии конституционных демократов и Российской демократической партии). Около 90 % делегатов съезда — представители гуманитарной и технической интеллигенции, 10 % — рабочие.
Главным вопросом повестки дня было обсуждение проекта программы партии «Пути прогресса и социальной демократии», подготовленной Программной комиссией и Президиумом СДПР, к которым были приложены более 20-ти проектов отдельных авторов и местных парторганизаций СДПР, а также документы международного социал-демократического движения. Кроме того, по ходу работы съезда прошли встречи делегатов с трудовыми коллективами Свердловска и области. 28 октября 1990 года делегаты участвовали в фестивале СДПР и митинге «За экологически чистые Урал и Россию» в Историческом сквере Свердловска, а также в митинге, организованном инициативной группой забастовочного комитета Уралмашзавода. Делегаты съезда также возложили цветы жертвам гражданской войны на место расстрела царской семьи и к вечному огню на могиле коммунаров.
На II съезде Правление СДПР пополнилось ещё 11 членами, в том числе пятью народными депутатами, в числе которых и народные депутаты СССР и РСФСР Сергей Белозерцев, Николай Тутов, а также Леонид Волков, Л. Григорчук, Илья Гринченко, В. Давитулиани, Владимир Кардаильский, Э. Ковригин, Алексей Кондрашечкин, В. Лызлов, С. Марков, Н. Сазонов и др.
Именно на II съезде начинается разделение СДПР на три основных политических течения: правое (социально-либеральное), центристское и левое. Уже во время съезда по инициативе Вячеслава Лызлова и Эльдара Ковригина 10 делегатов подписали «Заявление о намерении создания в СДПР социально-либеральной фракции», в котором говорится о необходимости «более решительно отмежеваться от марксизма». Организационно Социально-либеральная фракция оформилась (СЛФ) 26 октября 1991 года (после ухода В. Лызлова и Э. Ковригина из партии её координатором являлся Владимир Рыбников, среди сторонников были Юрий Хавкин, Анатолий Голов, Леонид Куликов, Денис Панкин).
В самом конце работы II съезда по инициативе Игоря Аверкиева была образована платформа «Социал-демократический центр», объединившая часть центристски- и левоцентристски настроенных членов партии. Лидером фракции выбрали Павла Кудюкина. Создание фракции было реакцией на действия социал-либералов. Как показали результаты голосования при выборах руководства, либеральная фракция раскалывала партию. Социал-демократический Центр и ставил задачу препятствовать расколу партии.
В 1990 году три члена партии были избраны в Верховном Совете РСФСР, ещё несколько десятков заняли руководящие должности в ряде городских и областных Советов. Народный депутат РСФСР О. Румянцев стал секретарем Конституционной комиссии Верховного Совета РСФСР и одним из ведущих разработчиков вынесенного на всенародное обсуждение проекта Конституции РСФСР (декабрь 1990 — март 1991). Со второй половины 1990 — по весну 1991 года практически вся социал-демократическая фракция СДПР в Верховном Совете РСФСР вошла в число консультантов Председателя Верховного Совета России Б. Ельцина. В последующем, после его избрания Президентом Российской Федерации социал-демократы продолжили свою работу в основном в ряде парламентских комиссий и Конституционной комиссии Съезда народных депутатов России.
В числе крупных мероприятий, которые были организованы СДПР во второй половине 1990 года были:
- Фестиваль СДПР в ЦПКиО им. Горького в Москве,
- более полутора десятков крупных митингов и манифестаций в ряде городов РСФСР.

22—23 декабря 1990 года III пленум Правления СДПР вынес решение о том, что Россия может подписать новый союзный договор не раньше, чем будет принята новая Конституция Российской Федерации и только в случае достижения согласия других союзных республик.
IV Пленум Правления СДПР был проведён 2—3 февраля 1991 года, прошёл он совместно с Координационным Советом союзной социал-демократам Республиканской партии Российской федерации (РПРФ). Были рассмотрены вопросы: о политической ситуации в стране, об углублении, сотрудничества СДПР и РПРФ, приватизации госсобственности, об отношении к союзному референдуму. Были приняты соответствующие резолюции.
23 марта 1991 года прошёл V Пленум Правления СДПР. На нём были рассмотрены доклад о политической ситуации в стране (Оболенский А. М.), об отношении к союзному и федеративному договорам, о ситуации в связи с расколом социал-демократической партии Чувашии, о созыве III съезда СДПР. Были приняты Обращение к Президенту СССР и КС забастовочных комитетов шахтеров и соответствующие повестки дня резолюции.
29 апреля 1991 года в Ленинграде прошёл VI Пленум Правления СДПР. На нём были рассмотрены некоторые вопросы по предстоящему III съезду СДПР.
30 апреля—2 мая 1991 года в Ленинграде состоялся III съезд СДПР. Его делегаты заслушали и обсудили политические доклады о положении в стране и задачах СДПР на текущем этапе, внесли некоторые изменения в Устав партии, провели перевыборы руководящих и рабочих органов партии. На съезде обозначился раскол по вопросу выдвижения кандидатуры на пост Президента России. Предлагалось два варианта: 1) поддержать кандидатуру Б. Н. Ельцина, 2) выдвинуть своего кандидата. Хотя при этом и не называлась фамилия А. Оболенского, но неявно предполагалось, что этим кандидатом будет он, как соперник М. Горбачёва на выборах председателя Верховного Совета СССР на I Съезде народных депутатов СССР. С небольшим перевесом победила кандидатура Ельцина, которую лоббировал О. Румянцев, впоследствии ставший секретарем конституционной комиссии при Президенте России.
Параллельно со съездом 1 мая 1991 года в Ленинграде состоялся VII Пленум Правления СДПР, на котором рассмотрели некоторые организационные вопросы, поднятые на съезде.
VIII Пленум Правления СДПР прошёл в Москве 19 мая 1991 года.
29—30 июля 1991 года состоялся IX Пленум Правления СДПР. На нём рассматривались вопросы об отношении к проекту создания Объединенной демократической партии (ОДП) и ряд других вопросов. На Пленуме выступил Н. И. Травкин с докладом о концепции и идеях создания ОДП. В результате было принято постановление, в котором отрицалась возможность вхождения СДПР в такую партию.
28—29 сентября 1991 года прошёл X Пленум Правления СДПР, на котором рассматривалась политическая ситуация в стране, сложившаяся после августа 1991 года, а также вырабатывалась стратегия партии по участию в кампании по выборам глав местных администраций.
В ноябре 1991 года СДПР наряду с другими партиями демократической ориентации подписала протокол о сотрудничестве с Президентом России и конструктивной поддержке реформ, проводимых Б. Н. Ельциным. В ноябре-декабре 1991 года СДПР приняла активное участие в работе Оргкомитета и Учредительного съезда Движения Демократических реформ (ДДР).
По данным руководства партии, в начале 1992 года численность СДПР составляла около 6500 человек. Имелось около 110 местных первичных организаций и более 200 инициативных групп по созданию первичных ячеек СДПР. Наиболее сильные местные организации СДПР находились в Москве (15 районных организаций и 4 — в Московской области), Санкт-Петербурге, Новосибирске, Челябинске, Оренбурге, Новгороде, Перми, Волгограде, Тамбове. Социально-профессиональный состав партии: в основном представители интеллигенции и высококвалифицированные рабочие.
В январе 1992 года Социал-демократическая партия России выступила одним из учредителей блока политических партий «Новая Россия» вместе с Крестьянской партией России и Народной партией России.
13—16 февраля 1992 года в Москве прошла II сессия СДПР по рабочему движению. В работе сессии приняли участие представители Независимого профсоюза горняков России (НПГР), Федерации независимых профсоюзов России (ФНПР), в качестве наблюдателей присутствовали представители «Соцпроф».
В эти же дни, 13—16 февраля 1992 года представители СДПР приняли участие в работе Учредительного съезда Российского движения демократических реформ, однако в движение партия не вошла.
29 февраля—1 марта 1992 года в Волгограде прошла Всероссийская конференция СДПР по партийному строительству.
В марте 1992 года организационно оформилась третья фракция СДПР, «Левая платформа», в которую вошли Галина Ракитская, Александр Оболенский) и их сторонники.
10—11 марта в Москве прошёл XI пленум правления СДПР, рассмотревший ряд организационных вопросов, проблемы партийного строительства и вопрос об очередном (IV) съезде партии, который намечалось провести до середины 1992 года.
7—10 мая 1992 года в Москве и Люберцах прошёл IV съезд СДПР, в котором приняли участие 103 делегата с решающим голосом и 15 делегатов с совещательным голосом от более чем 60 организаций общей численностью 2,5 тыс. человек. Большинством в 2/3 голосов съезд высказался за «ответственное взаимодействие» с правительством (левое крыло предлагало переход в «конструктивную оппозицию»). Были внесены изменения в Устав, введен пост Председателя партии. Председателем СДПР был избран Борис Орлов, его заместителями — Олег Румянцев, Владимир Рыбников и Игорь Аверкиев.
По данным анкетирования 75 участников IV съезда СДПР 51 % опрошенных делегатов тяготело к фракции «Социал-демократический центр», 20 % — к «Социально-либеральной фракции», 12 % — к «Левой платформе». Санкт-Петербургская организация до 1994 года в основном контролировалась правым крылом, Московская социал-демократическая организация (МСДО) — левоцентристами (председатель исполкома МСДО Юрий Воронов).
Правые члены МСДО в июне 1992 года создали Московский социал-демократический центр (МСДЦ). В ноябре 1992 года на основе МСДЦ был образован Российский социал-демократический центр (РСДЦ) — организация социал-этатистской ориентации, в которую первоначально вошли в основном правые и часть центристов в СДПР (председателем Совета РСДЦ был избран Олег Румянцев).
После IV съезда СДПР возросшие трения между Борисом Орловым и Олегом Румянцевым привели в сентябре 1992 года к исключению Румянцева из числа заместителей председателя партии и из Правления СДПР. Одной из причин конфликта явились разногласия между ними по вопросам национально-государственного устройства России (Б. Орлов — сторонник, а О. Румянцев — противник конфедерации) и Курильской проблеме (Б. Орлов — за возврат островов, О. Румянцев — за российско-японский кондоминиум).
Временно исполняющий обязанности Председателя СДПР И. В. Аверкиев со своими единомышленниками — П. М. Кудюкиным, Н. И. Пустоветовым и др. — попытались выработать конструктивную политику партии, оппозиционную как Президенту РФ, так и Верховному Совету. 17 марта 1993 года было принято Заявление Политсовета СДПР «Между чумой и холерой не выбирают». А 19 марта было отправлено открытое письмо Президенту с предложением провести радикальную политическую реформу путём проведения широкого диалога всех здоровых сил гражданского общества, принятия новой Конституции Учредительным собранием и проведения досрочных выборов всех ветвей власти по новому законодательству.
7—10 мая 1993 года в Нижнем Новогороде состоялся V съезд СДПР, на котором большинство оказалось у правого крыла. Левые и центристы отказались баллотироваться в правление. Была создана новая фракция «Объединённые социал-демократы» (ОСД), включившая левых и центристских социал-демократов, а также и часть правых. Новым председателем СДПР был избран Анатолий Голов. Численность СДПР по данным мандатной комиссии V съезда составила 3600 человек, что совпадает с экспертными оценками. Официально объявленная после V съезда Сергеем Белозерцевым численность партии «примерно 5360 человек в 48 региональных отделениях» выглядит явно завышенной.
29—30 мая 1993 года на очередном Пленуме Правления было избрано 3 заместителя председателя партии (Леонид Куликов, Сергей Белозерцев, Владимир Болдырев) и политсовет из 11 человек (включая председателя и троих заместителей). На выборах 1993 года СДПР стала одним из трёх официальных учредителей избирательного объединения «Явлинский-Болдырев-Лукин» (ЯБЛоко). Часть правых социал-демократов баллотировалась по спискам гайдаровского блока «Выбор России». Фракция ОСД вела переговоры о коалиции с РСДЦ О. Румянцева, а также Российской партией зеленых (РПЗ) и Партией труда (ПТ), но эти попытки не увенчались успехом (РСДЦ вошла в «Гражданский союз», ПТ примкнула к «Отечеству», РПЗ предприняла неудачную попытку выступить самостоятельно).
В Государственной думе I созыва, избранной 12 декабря 1993 года, было два члена СДПР — Анатолий Голов (избран по списку блока «Явлинский-Болдырев-Лукин») и Игорь Лукашев (избран в одномандатном округе, Волгоград, также входил во фракцию «ЯБЛоко»).

### Партия в 1994—1995
После 1993 году СДПР стремительно вытесняется на обочину политической жизни. Этому способствуют внутренние расколы в партии — в конце 1994 года проходит два параллельных VI внеочередных съезда, участники которых не признали легитимность оппонентов.
Первый из этих съездов состоялся 28—29 октября 1994 года в Москве и известен как VI съезд СДПР (Оболенского). В нём, по мнению Контрольно-ревизионной комиссии, участвовало 58 делегатов с правом решающего голоса, представлявших 1256 членов партии из 1917 имевшихся на тот момент. Другой VI съезд СДПР, известный как съезд Голова, прошёл в декабре 1994 года. В нём по данным организаторов съезда участвовало около 70 делегатов, представлявших 1700 членов партии из 3200 имевшихся на тот момент.
Съезд Оболенского был проведён по инициативе Контрольно-ревизионной комиссии СДПР, что дало многим основание именно его считать легитимным. Большинство в КРК принадлежало «Объединённым социал-демократам» — наиболее многочисленной фракции в партии. Съезд высказался за участие в Российском социал-демократическом союзе (РСДС) вместе с РСДНП Василия Липицкого. Председателем партии был избран Александр Оболенский, его заместителями — Павел Кудюкин, Владимир Болдырев и Аркадий Дидевич. В правление, кроме председателя, его заместителей и председателя парламентской группы партии Игоря Лукашева, вошли ещё 15 человек, избранных съездом на персональной основе. Ответственным секретарем правления стал Николай Пустоветов, председателем КРК — Алексей Сысоев.
4 сентября 1995 года прошли новые выборы руководства СДПР. Председателем СДПР был избран Сергей Белозерцев. На пленуме нового Правления 6 сентября был избран Политсовет и 4 заместителя председателя СДПР (Солтан Дзарасов, Сергей Дидин, Анатолий Голов и Павел Кудюкин).
В преддверии выборов в декабре 1995 года СДПР вошла в образованное с Российской партией свободного труда (РПСТ) избирательное объединение «Вера, труд, совесть», который 26 сентября был зарегистрирован ЦИК РФ. Помимо этих двух партий в него также вошли Партия жертв политических репрессий и «Союз вольных тружеников России». Общефедеральный список блока возглавили Александр Орлов (глава РПСТ и организации «Круглый стол бизнеса России»), Сергей Белозерцев и Лев Пюрбеев (глава Партия жертв политических репрессий). Участникам блока не удалось собрать необходимые для регистрации 200 тысяч подписей и он не был допущен к участию в выборах
Часть членов СДПР, в частности, Оболенский, примкнули к избирательному блоку «Социал-демократы», учреждённому Российским социал-демократическим союзом, Российским движением демократических реформ и Политическим движением «Молодые социал-демократы России», в то же время партия в целом в блок не вошла из-за несогласия многих делегатов съезда СДПР с составом участников блока. Первую тройку блока «Социал-демократы» составили Гавриил Попов, Василий Липицкий и Олег Богомолов. Блок ориентировался на использование в российских условиях опыта социал-демократов ФРГ, Финляндии, Испании и Греции. Думские выборы 17 декабря 1995 года обернулись для блока крупным поражением — он набрал всего 0,13 % голосов.
Пятеро членов СДПР, Анатолий Голов, Игорь Лукашев, Ольга Беклемищева, Михаил Емельянов и Игорь Мальков, были избраны в Государственную Думу по списку партии «Яблоко».

### Партия в 1996—2000
В декабре 1996 года на VIII съезде СДПР была принята новая редакция Устава. Она упразднила должность Председателя партии и снова ввела Президиум Правления, в который было избрано 5 человек: Ольга Беклемищева, Анатолий Голов, Солтан Дзарасов, Павел Кудюкин и Андрей Исаев. Была введена также должность Председателя Правления СДПР, на которую был избран Вячеслав Макаров.
Сергей Белозерцев, отказался признать VIII съезд СДПР и передавать новому руководству партийные документы и печать, что сильно затруднило деятельность партии.
В июне 1998 года прошел IX съезде СДПР, который сократил Президиум до трёх человек: Ольги Беклемищевой, Павла Кудюкина и Александра Оболенского. Однако внутренние конфликты привели к тому, что часть членов партии перешли в партию «Яблоко», тем более, что все социал-демократы, попавшие в Госдуму, входили в депутатскую фракцию Яблока.
После ухода из руководства партии Беклемищевой и Кудюкина Оболенский повёл борьбу за сохранение партии. На Сергея Белозерцева был подан в суд иск с требованием вернуть печать и учредительные документы партии. Ленинский районный суд города Ульяновска признал, что документы удерживаются незаконно (решение по делу № 2-1628/2000 от 17 апреля 2000 г.) и обязал вернуть документы законному владельцу — Президиуму Правления СДПР. Однако Белозерцев ударился в бега и с тех пор отсутствовал по месту своей регистрации. Был убит 2 декабря 2013 года в подмосковном Королёве.

### Партия в 2001—2007
В июне 2001 года состоялся X съезд, принявший новую Программу партии. Согласно ей, партия стремится «к реализации принципов демократического социализма, обществу развёрнутой политической, социальной и экономической демократии» и предлагается кейнсианская экономическая модель, предполагающая активное государственное регулирование рынка. Особенностью программы является сочетание социал-демократии с государственно-патриотическими ценностями и пониманием России как самобытной цивилизации. Съезд избрал Президиум в составе Солтана Дзарасова, Оболенский, Александра Оболенского и Альфреда Сиэппи
8 декабря 2001 года состоялся 65-й пленум Правления Социал-демократической партии России (А. Оболенского), участники которого выступили против присвоения названия партии сторонниками М. Горбачёва и К. Титова и одобрили меры, направленные на «отстаивание правовыми методами политического статуса СДПР — вплоть до обращения в Социнтерн и Европейский суд по правам человека в Страсбурге». Решено «при любом развитии событий продолжить деятельность СДПР с сохранением партии как организованной политической силы». Кроме того, Правление подвело итоги конкурса и утвердило новую форму членского билета СДПР.
6 марта 2002 года Таганский суд Москвы удовлетворил иск Министерства юстиции РФ и ликвидировал Общероссийское общественное объединение «Социал-демократическая партия России» как не прошедшее перерегистрацию до 1 июля 1999 года вопреки требованиям закона «Об общественных объединениях». Районный суд исключил СДПР из единого государственного реестра юридических лиц. Решение Таганского суда было обжаловано в Мосгорсуде.
Выступая в Мосгорсуде Александр Оболенский утверждал, что районный суд вообще не имел права рассматривать иск о ликвидации общероссийской общественной организации. Мотивируя свою позицию, он ссылался на нормы Гражданского процессуального кодекса (ГПК), согласно которому подобные дела подсудны Верховному суду России. Однако Мосгорсуд счёл доводы Оболенского необоснованными и 16 мая 2002 отклонил кассационную жалобу членов Правления СДПР, оставив в силе решение Таганского межмуниципального суда. После этого Оболенский и член Правления СДПР Андреем Лумповым, начали судебную борьбу против Министерства юстиции за восстановление регистрации партии.
Несмотря на исключение из ЕГРЮЛ партия продолжила свою деятельность. 12—13 декабря 2002 года в Одинцовском районе Московской области прошёл XI внеочередной Съезд СДПР. В Президиум Правления были переизбраны Солтан Дзарасов, Александр Оболенский и Альфред Сиэппи. Из Пресс-релиза:
«Особенностью проведения данного Съезда явился полулегальный (неформальный) статус партии. В ноябре 2001 г. известные политические фигуры М. С. Горбачев и К. А. Титов провели учредительный съезд новой политической организации и присвоили ей имя СДПР. Затем фактическая кража имени существовавшей на тот момент уже более 11 лет СДПР была подкреплена скоординированными действиями Министерства юстиции и судебных органов, противозаконным порядком вычеркнувших СДПР из государственного реестра, чтобы вписать на её место партию Горбачева-Титова» (Новости Социал-Демократии, № 23 (217), декабрь 2002 г.)
12 октября 2004 года Таганский районный суд Московы, рассмотрев гражданское дело № 2-2166-04-бс по иску Министерства юстиции к общественному объединению Социал-Демократическая партия Российской Федерации, принял решение: «Министерству юстиции Российской Федерации в удовлетворении иска к Общественному объединению Социал-демократическая партия Российской Федерации о ликвидации общественного объединения отказать.»
22 мая 2005 года в Москве прошел XII очередной Съезд СДПР. Главным вопросом повестки дня был кадровый вопрос — по Уставу необходимо было провести ротацию руководства.
В Президиум Правления СДПР были избраны Александр Оболенский, Альфред Сиэппи и Сергей Шеболдаев. Одна из резолюций Съезда с символическим названием «Мы идем своим путём» так определяет стратегические задачи партии:
«Смысл этого пути — быть с простыми гражданами в самом насущном для них — борьбе за само неотъемлемое право на жизнь, на которое прямо посягает созданием нечеловеческих условий существования нынешняя российская власть. Убеждены, что добрая половина наших сограждан, систематически игнорирующая манипуляции власти в ходе выборов и брошенная ею на произвол судьбы, имеет полное моральное и гражданское право создавать собственные институты самоорганизации в решении насущных житейских проблем. И на переднем плане этой борьбы за жизнь, должно быть взятие под контроль и использование в интересах населения органов местного самоуправления. Неформальное государство в государстве, отвечающее интересам большинства населения на наиболее близком и понятном бытовом уровне, неизбежно приведет и к смене верховной власти. Либо за счет солидарной позиции граждан она будет взята в ходе выборов по любым придуманным властью правилам, либо у власти не останется иного выбора кроме как провести их по правилам согласованным большинством населения. Это наш путь.»
28 марта 2007 года Таганский районный суд г. Москвы при отсутствии на заседании представителя МЮ РФ определил: «Удовлетворить заявление Общероссийской общественной организации „Социал-демократическая партия Российской Федерации“ о повороте исполнения решения суда от 06 марта 2002 года. В поворот исполнения решения суда включить Общероссийскую общественную организацию „Социал-демократическая партия Российской Федерации“ в ведомственный реестр общественных объединений». Спустя некоторое время Мосгорсуд рассмотрел кассационную жалобу Росрегистрации и оставил в силе Решение Таганского районного суда от 28 марта 2007 г. В декабре 2007 г. в Управление по делам некоммерческих организаций ФРС представителем СДПР Лумповым А. И. было подано заявление, содержащее просьбу «пригласить для переговоров для уточнения процедуры исполнения судебного акта». Решение суда о восстановлении СДПР в реестре общественных объединений до сих пор не выполнено.
29 сентября 2007 года в Домодедово Московской области прошёл XIII очередной съезд СДПР. Съезд подтвердил решение Президиума о вхождении СДПР в Коалицию Гражданских Сил и направил своих представителей (Александр Оболенский, Сергей Шеболдаев, Андрей Мальцев, Андрей Галкин и Андрей Лумпов) на Общественный Народный Собор России. Съезд избрал новый состав Президиума: Андрей Мальцев, Владимир Маслов и Сергей Шеболдаев. Оболенский снял свою кандидатуру при выборах Президиума и был выбран в КРК.

### Партия после 2007 года
27—28 сентября 2008 года в Нижнем Новгороде прошёл XIV внеочередной Съезд Социал-демократической партии России. В Президиум Правления СДПР были избраны Андрей Мальцев, Владимир Маслов и Николай Простов. Оболенский из партии вышел.
9—10 октября 2010 года в Нижнем Новгороде прошёл XV очередной съезд СДПР. Членами Президиума Правления СДПР избраны Владимир Маслов, Владимир Мичурин и Николай Простов.
1 апреля 2011 года Тверским районным судом г. Москвы принято решение: «Признать Общероссийскую общественную организацию „Социал-демократическая партия Российской Федерации“ прекратившей свою деятельность в качестве юридического лица и исключить её из Единого государственного реестра юридических лиц.» Поводом для этого, принятого закулисно, без участия представителей СДПР, решения послужила организационная ошибка руководства СДПР, сменившего вышедшего в 2008 года из партии Оболенского. Оно посчитало не обязательной сдачу предусмотренной законом официальной отчётности до восстановления в ведомственном (Министерства юстиции) реестре общественных объединений записи о государственной регистрации СДПР.
В 2012 году при организационном руководстве лидера ДПР Андрея Богданова и идеологическом — бывшего активиста «старой» СДПР и «новой» СДПР, одного из организаторов Русских маршей Виктора Милитарёва, создана уже третья СДПР. Председателем правления партии на её III съезде 21 марта 2013 избран Рамазанов Сираждин Омарович.
27 апреля 2014 года группа членов Социал-демократической партии России 1990 года создания, оформившаяся как фракция интернационалистов приняла участие в создании Союза демократических социалистов.